# Sylvilagus bachmani
Sylvilagus bachmani — вид зайцеподібних ссавців родини зайцеві (Leporidae).

## Назва
Вид названо на честь американського натураліста Джона Бахмана.

## Поширення
Поширений вздовж тихоокеанського узбережжя Північної Америки від річки Колумбія до Південної Каліфорнії включно. Східна межа ареалу проходить по хребту Сьєрра-Невада.

## Опис
Кролик завдовжки до 50 см і вагою менше 4 кг. Забарвлення верху від коричневого до темно-коричневого кольору, черево і нижня сторона хвоста білясті. Хвіст, вуха і ноги відносно короткі, лапи короткі і злегка покриті шерстю.